# Argia bipunctulata
Argia bipunctulata är en trollsländeart som först beskrevs av Hagen 1861.  Argia bipunctulata ingår i släktet Argia och familjen dammflicksländor. Inga underarter finns listade i Catalogue of Life.

## Bildgalleri

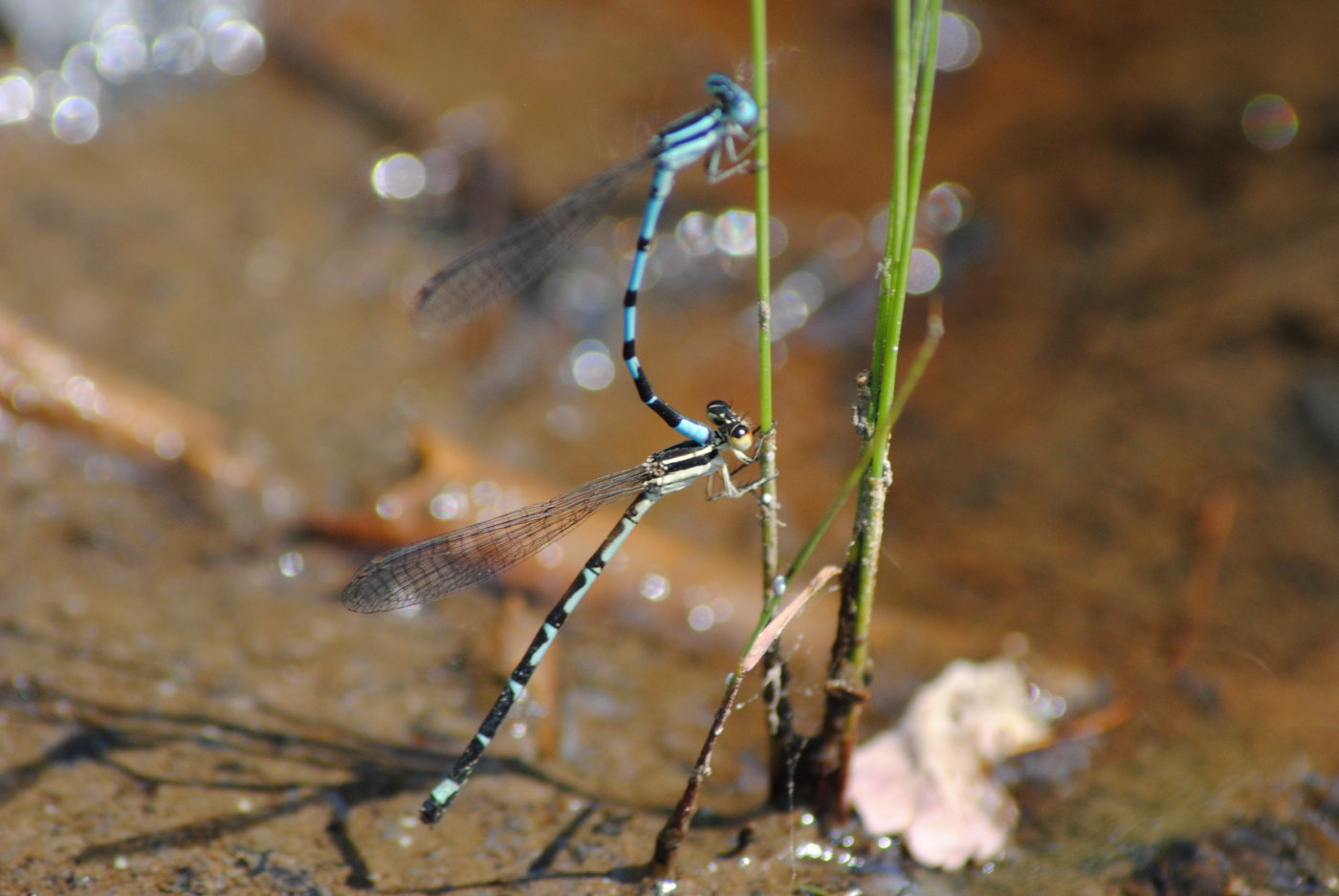